# Comitatus (groep)
Een comitatus was een groep vrije, doorgewinterde Germaanse krijgers die trouw gezworen hadden aan een leider. Deze groepen bleven voor langere tijd bijeen en vormden de militaire elite van de Germaanse stammen uit de laatklassieke en vroeg middeleeuwse tijd. 

## Leider
De leider moest zich bewezen hebben en succesvol zijn. Hij vocht mee in de mêlee en zeker als hij jong was werd van hem verwacht dat hij een van de beste of in ieder geval enthousiastste krijgers van de groep was. Bleek een leider geen visie te hebben, niet genoeg inkomsten te hebben of laf te zijn, dan verlieten de volgelingen hun leider om een meerbelovende leider uit te zoeken. Volgens de meeste bronnen was de leider van adel. Er moet echter wel onderscheid gemaakt worden tussen koningen en krijgsleiders; koningen kunnen worden geassocieerd met adel als sociale elite, maar in het geval van krijgsleiders zou ‘adel’ misschien beter opgevat kunnen worden als ‘militaire elite’ met alle economische en sociale gevolgen ervan. Volgens Tacitus werden koningen uitgekozen om hun familie, de sibbe, en krijgsleiders om hun militaire vaardigheden. Dit betekent uiteraard niet dat deze functies niet in een man samen konden vallen. De leider onderhield zijn comitatus door het succesvol voeren van oorlog. Succes op het slagveld bracht vaak rijke buit en groot prestige. Dit was de figuurlijke nectar en ambrozijn van de Germaanse krijgerselite, waarzonder zij niet bij een leider zouden blijven. Dit maakte wel dat het voor een leider moeilijk was om zijn comitatus gedurende langere tijd bijeen te houden, zoals Tacitus ook al opmerkt. 

## Volgelingen
De volgelingen, de daadwerkelijke comitatus, bestonden waarschijnlijk uit de beste krijgers die er in de omtrek gevonden konden worden. Volgens Tacitus waren deze krijgers nobiles, maar waarschijnlijk kan hieruit slechts opgemaakt worden dat zij uit de economische elite kwamen en dat hun huishouden ook zonder hun persoonlijke steun overeind bleef. Waarschijnlijk leefden veel van de jongere volgelingen bij de leider in huis. Sommige auteurs menen dat er ook leden van de comitatus waren die geen eigen huishouden hadden, maar zich geheel lieten onderhouden door hun leider. Hier gaat het dan waarschijnlijk om de jongere krijgers.

## Trouw en eer
Trouw aan de leider was zeer belangrijk binnen de comitatus. Het is bekend dat verbannen Angelsaksische leiders gevolgd werden door hun comitatus. Dit betekende dat al deze mannen waarschijnlijk hun huishouden, vrouw, kinderen en vaderland achterlieten, zoals te lezen is in het Hildebrandslied. Dit getuigt van grote trouw van de volgeling aan de leider. Volgens Tacitus waren de belangrijkste verplichtingen voor de volgelingen om de leider te beschermen en te verdedigen, en hem de eer voor hun eigen heldendom te laten toe komen. De leider vocht voor de overwinning, de volgelingen voor de leider. Persoonlijke eer was ook belangrijk. Zo was het een grote schande om het slagveld voor de leider te verlaten. Er waren maar twee opties: de overwinning of de dood. Sneuvelde de leider, dan zorgden de volgelingen ervoor dat hij gewroken werd. 

## De comitatus als intertribale instelling
De comitatus bestond niet altijd uit mensen van dezelfde stam als de leider was, al zal dit, vooral in het geval van kleinere comitati, wel vaak zo geweest zijn. Een leider met veel prestige kon ook krijgers van naburige stammen of van veel verder aantrekken. Volgens Tacitus gebeurde het ook dat edele jonge krijgers van een stam naar andere stammen gingen om oorlog te zoeken. In het licht van de comitatus vertaalt zich dit in het vertrekken van volgelingen uit de comitatus naar andere leiders waar zij meer zouden kunnen verdienen.

## De uitrusting van de comitatus
De uitrusting van de comitatus als ze op oorlogspad gingen, is bekend uit contemporaine bronnen en archeologische vondsten. Aan het begin van de jaartelling waren rijke Germaanse krijgers gewapend met speren en soms korte of lange zwaarden. Ze droegen altijd een dun schild van planken of vlechtwerk en waren soms verder beschermd door een helm. Een metalen bepantsering kwam bijna nooit voor, waarschijnlijk omdat dit heel duur was. Door de eeuwen heen veranderden de vechtstijlen en de bewapening van de Germaanse krijgers. Doordat ijzer meer beschikbaar werd, en de vaardigheid om het te bewerken ook, werden grote metalen wapens goedkoper en beter van kwaliteit. Dit betekende dat wapens en bescherming die meer ijzer bevatten, of wapens die aanmerkelijk beter functioneren als ze van betere kwaliteit zijn (zoals lange zwaarden), goedkoper werden en dus meer gebruikt werden. Speren bleven populair maar werden aangevuld door lange slagzwaarden, krijgs- en werpbijlen en bogen. Helmen en maliënkolders werden vaker gebruikt dan voorheen. 
Het is niet onwaarschijnlijk dat de comitatus bestond uit bereden krijgers. Verschillende auteurs menen dat het gebruik van cavalerie onder Germaanse stammen aan het begin van de jaartelling beperkt bleef tot de leider van de stam en zijn directe volgelingen. Tacitus vermeld ook dat de krijgers in het gevolg van een leider altijd vragen om giften van de leider, zoals oorlogspaarden.

## De grootte van de comitatus
De grootte van de gemiddelde comitatus is niet bekend, maar kan nooit veel geweest zijn. De schattingen lopen uiteen van tientallen tot een paar honderd. Een grote comitatus zorgde voor meer overwinningen, maar was ook duur om te onderhouden. Een kleine comitatus kon niet zo gemakkelijk winnen op het slagveld, maar was wel makkelijker te onderhouden.

## De functie van de comitatus
Hoewel op het slagveld een groot aantal goedkopere mannen effectiever lijkt dan een relatief kleine, maar dure groep krijgers, hadden deze toch een grote waarde. Dit lag ten dele in de verschillende vormen van oorlogshandelingen. Er waren twee vormen, die in de Engelse literatuur worden aangeduid met wars of conquest, grote, totale oorlog met het veroveren van een gebied als oogmerk en endemic warfare, waarmee de vetes en plundertochten bedoeld worden die een normale achtergrondconstante waren in de Germaanse wereld. In endemic warfare was de comitatus bijzonder handig. Plundertochten en wraakoefeningen werden gemakkelijker uitgevoerd met een kleine groep elitekrijgers. Zij bewogen zich sneller, waren mobieler en gemakkelijker te coördineren dan een grote groep, terwijl ze toch een redelijke slagkracht bezaten. Dat deze groep in principe op ieder moment voor de leider beschikbaar was, vergrootte het nut van de comitatus ten opzichte van het leger ook nog eens. De leider had ook beschikking over de krijgers uit zijn eigen huishouden, maar als deze zelf niet in de comitatus zaten, hadden deze duidelijke nadelen (bijvoorbeeld minder gevechtservaring of geen volledige beschikbaarheid) naast hun duidelijke voordeel dat ze relatief goedkoop waren. De comitatus en de huishoudenstroepen waren beide nuttig voor de verdediging. Voor een plundertocht kon een leider ook een tijdelijke oorlogsgroep bijeenroepen, die daarna weer ontbonden werd. Het nadeel hiervan was dat de individuele leden van deze groep minder tijd hadden gehad om de groep te formeren en dat zij niet zo goed op elkaar ingespeeld waren. Bovendien kostte het bijeenroepen van zo’n groep veel tijd.
Ook in veroveringsoorlogen was de comitatus handig. Het formeren van hele legers was logistiek moeilijk, omdat daarvoor een grote maatschappelijke organisatie nodig was, die bij de Germanen veelal ontbrak. Dit, en ook landschappelijke factoren, zorgde ervoor dat bij veldslagen meestal geen gigantisch grote legers betrokken waren, zodat een relatief kleine, maar ervaren en op elkaar ingespeelde groep krijgers toch een grote invloed kon hebben op de uitkomst van de slag. In de grote veldslagen vervulde de comitatus vaak de rol van lijfwacht van de leider.